# Fedje (isla)
Fedje es la mayor isla del municipio homónimo en la provincia de Hordaland, Noruega. La totalidad de los habitantes del municipio viven en la isla. Se ubica en el lado oeste del Fedjefjorden, en la parte sur del Fensfjorden y al norte de las islas de Øygarden. El mar del Norte está al oeste de la isla. El principal centro urbano es la localidad de Fedje, ubicada en la costa norte de la isla, mientras que en el sur está la villa de Stormark. La colina Fedjebjørnen es el punto más alto con 42 m. El faro de Hellisøy está la costa suroeste.